# 錫梅里亞
45°51′0″N 23°0′36″E / 45.85000°N 23.01000°E
錫梅里亞是羅馬尼亞的城鎮，位於該國西部，距離首府德瓦8公里，由胡內多阿拉縣負責管轄，面積45.75平方公里，海拔高度201米，2009年人口13,566，大多數居民信奉東正教。